# Тонкіно
То́нкіно (рос. Тонкино) — селище у складі Омутнінського району Кіровської області, Росія. Входить до складу Білоріченського сільського поселення.
Населення становить 27 осіб (2010, 54 у 2002).
Національний склад станом на 2002 рік — росіяни 87 %.